# Скродзьке
Скродзьке (пол. Skrodzkie) — село в Польщі, у гміні Райґруд Ґраєвського повіту Підляського воєводства.
Населення — 110 осіб (2011).
У 1975-1998 роках село належало до Ломжинського воєводства.

## Демографія
Демографічна структура станом на 31 березня 2011 року:
|          | Загалом | Допрацездатний вік | Працездатний вік | Постпрацездатний вік |
| -------- | ------- | ------------------ | ---------------- | -------------------- |
| Чоловіки | 56      | 15                 | 34               | 7                    |
| Жінки    | 54      | 9                  | 32               | 13                   |
| Разом    | 110     | 24                 | 66               | 20                   |